# Gutshaus Mallenchen

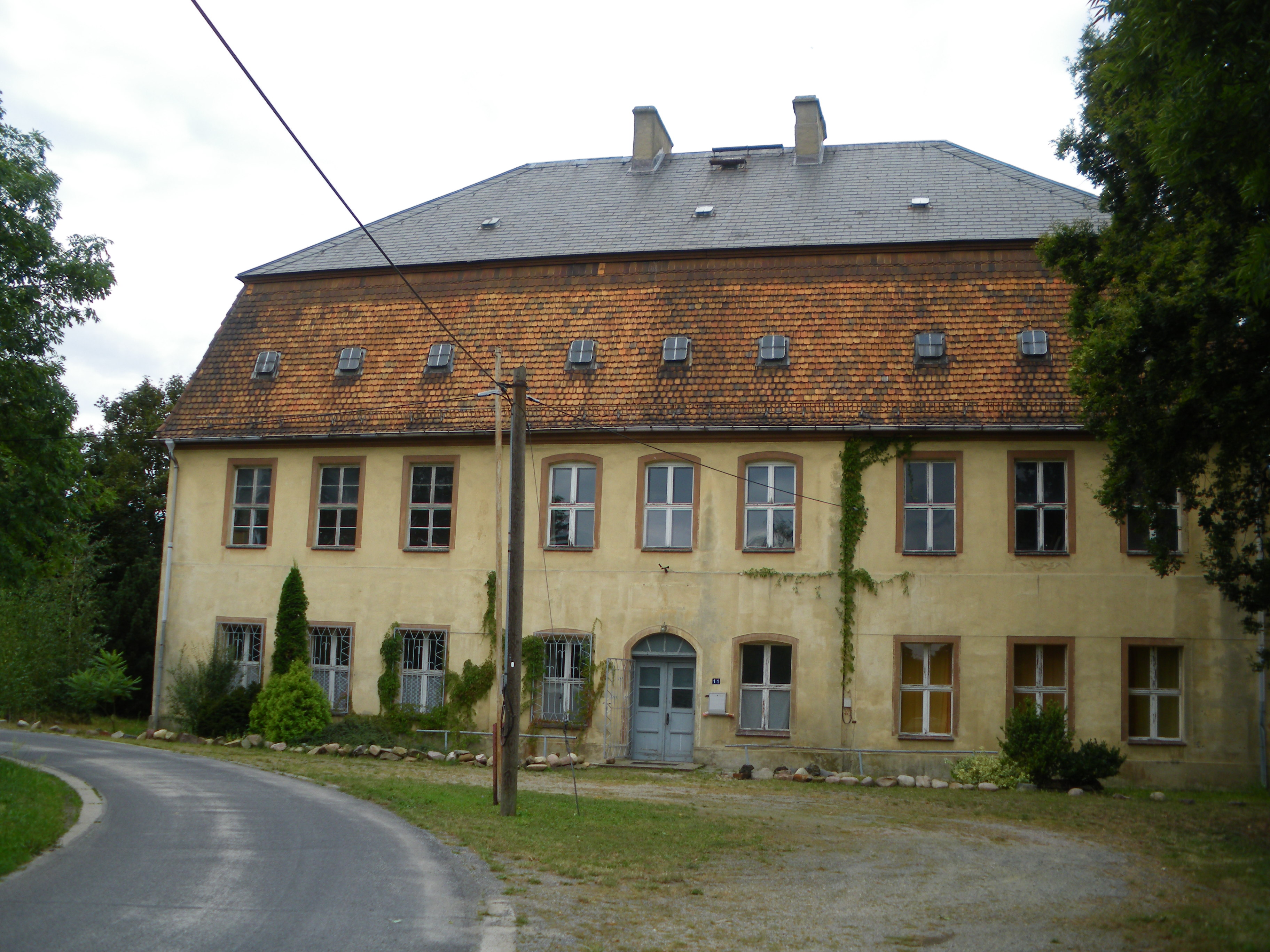
Gutshaus Mallenchen (2009)

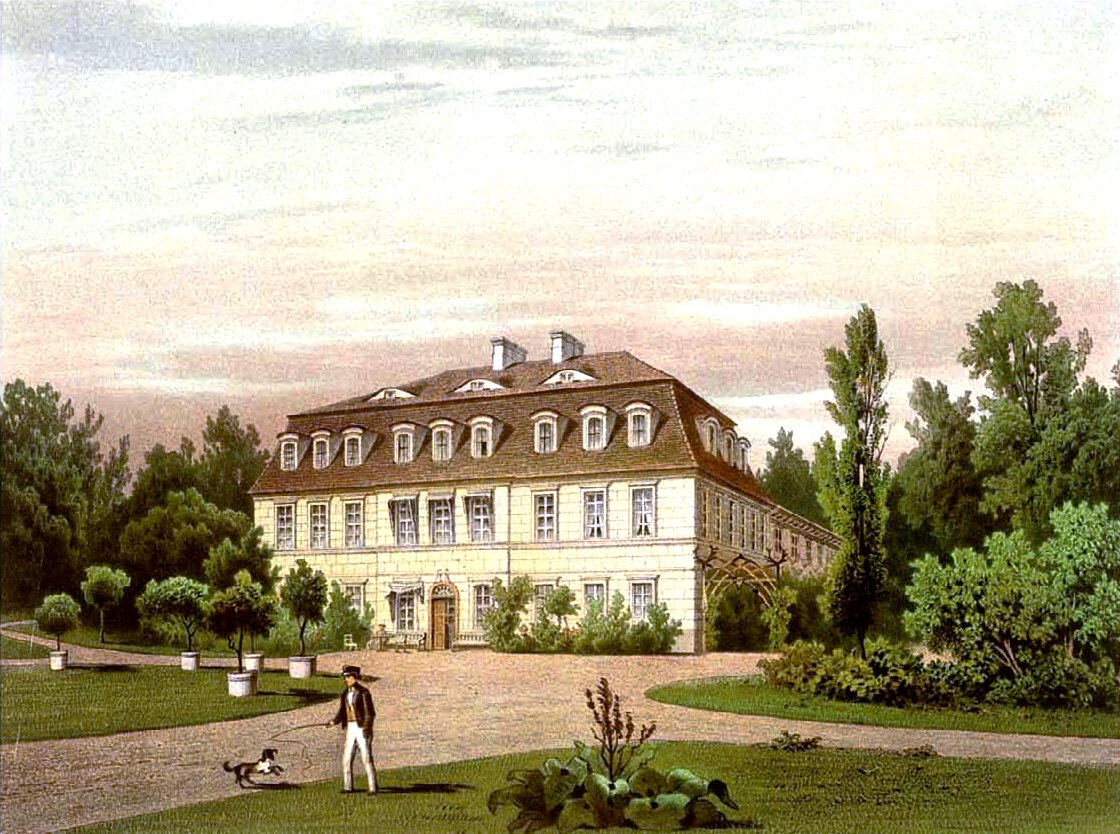
Lithografie aus der Mitte des 19. Jahrhunderts, um 1861/62, nach Alexander Duncker.

Beim Gutshaus Mallenchen handelt es sich um ein historisches Gebäude in Mallenchen, Landkreis Oberspreewald-Lausitz, das als Gutsgebäude im Jahr 1787 erbaut wurde.

## Lage und Umfeld des Guts
Das Gutsdorf Mallenchen liegt circa zehn Kilometer westlich von Calau und 15 Kilometer südlich von Lübbenau, unweit westlich der Autobahn 13. Geomorphologisch befindet sich der Ort am westlichen Rand des Lückauer-Beckens sowie am Fuß der steil aufsteigenden glazialen Hochfläche, im Vorbereich des Niederlausitzer Grenzwalls der Saale-III-Kaltzeit (Lausitz-Kaltzeit). Die tangierende Schrake entwässert, Süd-Nordost verlaufend, über die Dobra in den Niederungsbereich des Spreewalds in die Hauptspree. Der Bachlauf der Schrake wurde jedoch durch den 1974 eröffneten Tagebau Schlabendorf-Süd gekappt und am südöstlichen Tagebaurand in einem neuen Bachbett kanalisiert. Im Jahr 1991 wurde der Tagebau, der bis unmittelbar an den westlichen Dorfrand vorgerückt war, stillgelegt. Die Anlagen der Grubenbahn und deren Wendeschleife zerstörten die alte Gutsmühle sowie den Westbereich des Gutsparkes, der sich durch seine besondere Anlage „mit vielen alten Eichen“ und besonderer Gestaltungselemente mit Pavillon und Kegelbahn einst auszeichnete. Der verbliebene Baumbestand verdorrte durch die massiven Grundwasserabsenkungen von bis zu 70 m unter Geländeoberkante. Das restliche Gartendenkmal wurde, 1985 beginnend, erst in der Umbruchsphase von 1989 bis 1991, während der Auflösung des VEG Mallenchen durch den Bau von Eigenheimen im ehemaligen Gutspark beseitigt. Anwohner erinnern sich an die massenhaft ausgebaggerten Holzstämme, die in der Baugrube des Eigenheimes, welches direkt westlich des Gutshauses liegt, zum Vorschein kamen und unausgewertet verheizt wurden. Östlich des Gutshauses, im Bereich eines in den 1970er Jahren zugeschütteten Teiches, ebenfalls zirka 40 m vom zentralen Bereich des Gutshauses entfernt, sollen in den letzten Jahren „dicke Bohlen und mächtig viele große Wacker“ zum Vorschein gekommen sein. Sehr wahrscheinlich handelt es sich hier um Spuren der ehemaligen Befestigungsanlage – des Wassergrabens um die alte Burg. Bereits I. Spazier bezeichnet das Gutshaus von Mallenchen, auf der Grundlage der noch auf dem Urmesstischblatt von 1846 erkennbaren Grabenresten, als ehemalige Wasserburg.

## Baudenkmal Gutshaus Mallenchen
Bei dem Gutsgebäude von 1787, mit einem Anbau von 1858 im „Schweizer Landhausstil“, handelt es sich um einen Barockbau mit späterer „Rustika-Quaderung“ und Mansard-Walmdach. Laut des erhaltenen Baukontrakts des Bautzener Baumeisters J. G. Staude mit dem jungen Gutsherren aus der Familie von Patow und bald in den sächsischen Freiherrenstand berufenen E.G.B. von Patow (1767–1842) aus dem Jahr 1787 wurde der Bau unter weitgehender Einbeziehung der alten Substanz eines Vorgängerbaus ausgeführt, wobei dieser „bis auf die massiven Gewölbe“ abgetragen wurde und „sodann ein Stockwerk darauf gemauert“ wurde. Es sind keine weiteren schriftlichen Quellen oder Baupläne über das Gutshaus erhalten geblieben, da das Stadtarchiv Calau, zu dem die Gemeinde Mallenchen gehört, in den letzten Kriegstagen 1945 ausbrannte und auch das Gutshaus selbst seit 1945 mehrfach geplündert wurde. Erste Sichtungen der Bausubstanz lassen Spuren von wahrscheinlich zwei Vorgängerbauten erkennen, die durch den Barockbau zu einem Gebäude zusammengefasst wurden. Im südlichen Teil des Herrenhauses ist an der Außenfassade ein deutlicher Versatz in der Fassade als Hinweis auf einen Vorgängerbau zu erkennen, und im inneren Bereich der Kreuzgewölbe des wohl 14.–16. Jhs. sind Spuren einer jüngeren „schwarzen Küche“ der Renaissance- bis Barockzeit vorhanden. Besonders interessant ist der nördliche Vorgängerbau mit fast quadratischem Grundriss sowie deutlich verdicktem Mauerwerk von über 1 Meter Wandstärke. Hier ist unterhalb des Kreuz- und Tonnengewölbes eine kleinräumige Gliederung mit Türstürzen und Nischen ersichtlich, wobei das Fußbodenniveau durch Bauschutteinlagerung erhöht wurde, so dass die verbindenden Durchgänge nur noch eine geringe Durchgangshöhe von ca. 1,5 Metern aufweisen. Wahrscheinlich handelt es sich hier um den ältesten erhaltenen Bereich des Gutshauses, der ursprünglich Bauteil eines hochmittelalterlichen Donjons oder einer auf einem leichten Hügel befindlichen Motte war, bzw. allgemein gesagt, von einem ehemaligen quadratischen Wohnturm stammt, der mit einem Wassergraben umgeben war und dessen unterer Bereich in die Folgebauten integriert wurde.

## Gutsherren
Mallenchen ist ein älterer Herrensitz, mit verschiedenen Inhabern. Es gehörte unter anderem der märkisch-lausitzschen Adelsfamilie von Kracht. Das Gut kommt aber erst mit der Familie von Patow in die bekanntere Historie. Die Patow stammen ursprünglich aus Mecklenburg und fungierten dort als Pächter. Johann (Hans) Patow (1642–1705) wurde kurfürstlich-brandenburgischer Amtmann und erwirbt 1682 Mallenchen mit Erpitz und Schadewitz, kauft weitere Güter in den Kreisen Calau und Liebenwerda hinzu. Sein Sohn Johann Friedrich (1863–1755) wird in Wien 1717 in den Reichsadel- und Ritterstand erhoben und darf die Titulatur Edler tragen. Im Folgejahr kommt die Anerkennung in Kursachsen. Verheiratet war Patow standesgemäß mit Johanna Christina Edle von Zech. Erben auf Mallenchen waren dann Friedrich von Patow (1713–1769) und der erwähnte Bauherr Erasmus Gottfried Bernhard Freiherr von Patow, vermählt mit Marianne von Thermo-Zieckau. Die Nachfolge übernahm dann Hermann von Patow, Mitglied es Preußischen Herrenhauses, Major a. D., Ehrenritter des Johanniterordens. Hermann von Patow war mit Franziska Edle Herrn zur Lippe-Biesterfeld-Weißenfels liiert. Ende des 19. Jahrhunderts umfasst sein Rittergut Mallenchen ohne Nebenbesitzungen konkret 410 ha. Die Patows zeigten auch Kunstinteresse und führten eine anerkannte Sammlung von Prähistorika. Dessen gleichnamiger Enkel Bernhard (1869–1915) fällt als Offizier im Krieg. Zum Schluss gehörte Mallenchen den Nachfahren Herrmann von Patow (1904–1935) und im Minorat Alexander Freiherr von Patow. Daher führt in der großen Wirtschaftskrise die Witwe und Großmutter Gertrud Freifrau von Patow, geborene Boden, die Begüterungen. Ab 1940 war Mallenchen an den Grafen zu Lynar verpachtet.

## Archäologische Untersuchungen
Im Zuge einer Neuverlegung der Abwasserleitung von der Westseite des Herrenhauses, fast parallel vorbeiführend am Anbau zur Abwassersammelgrube, wurde eine archäologische Begleitung der Maßnahmen im Sommer 2004 und 2005 notwendig. Der alte Abwassergraben wurde per Hand 40–60 cm breit ausgeschachtet, um die defekte Abwasserleitung freizulegen und zu entfernen. Bei der Ausschachtung und bei der Anlage der Profile wurden die Funde nach stratigraphischen Zusammenhängen „eingetütet“, wobei jedoch das meiste Fundmaterial aus der bereits gestörten Grabenfüllung stammt. Zu diesem Zweck wurde der Aushub des alten Abwasserkanals, der 1960er Jahre, mit einem 2 mm Sieb durchgearbeitet und die seitlichen Profile der ungestörten Schichtverläufe dokumentiert.

### Befunde
Durch die geringe Eingriffstiefe von nur 40–70 cm im Bereich der alten Abwasserleitung konnten lediglich 3 Befunde in der Schnittsole dokumentiert werden. Bei Befund 1 handelt es sich um einen neuzeitlichen Topfboden des 18. bis frühen 19. Jhs., der sich noch in situ, in einer 60 cm tiefen unregelmäßigen Ziegelschuttsetzung befand und von einer jüngeren Bauschuttplanierschicht gekappt wurde. Im Topf fand sich durch Feuereinwirkung verfärbter, rötlicher leicht lehmiger Feinsand und einige kleine Knochenfragmente. Es handelt sich wohl um einen Aufbewahrungstopf für Lebensmittel im kühlen Erdboden („neuzeitlicher Kühlschrank“), der später von einer Maus oder ähnlichem als Domizil genutzt wurde. Bekannt sind aber auch noch in der Neuzeit rituelle Bauopfer oder Kinderbestattungen, die in der Nähe von Gebäuden niedergebracht wurden, so dass diese Deutungen ebenfalls in Frage kamen und erst durch eine anthropologische Untersuchung des Knochenmaterials zu präzisieren sind. Die überschneidende Planierschicht steht im Zusammenhang mit der Anlage des Anbaus von 1858, bei der der entstandene Bauschutt großflächig um den neuen Anbau verteilt wurde.
Ein weiterer Befund (2) ist eine gestörte, linear verlaufende, im Osten doppelte und im Westen im hellen Feinsandbett verlegte einfache Ziegelsteinlage. Der fast quer geschnittene Verlauf konnte durch die vorgegebene Grabenbreite von ca. 60 cm nur stark ausschnitthaft erfasst werden. Jedoch konnte die Ausrichtung erkannt werden, wobei klar wurde, dass er von Nordosten nach Südwesten führt, bzw. von der südöstlichen Eingangstür des Anbaus in Richtung der ehemaligen Gärtnerei des Gutshofes führt. Es wird sich hier um einen ehemals mit Ziegelsteinen gemauerten Wasser- oder Abwasserkanal von 1,30 m Breite handeln, zumal ein Zeitzeuge der Nachbarschaft von einem „Wassergraben oder Leitung“ vom Gutshaus zur südwestlich gelegenen ehemaligen Gutsgärtnerei berichtet. Im angrenzenden Gebäuderaum, der ehemaligen Waschküche, stand bis Ende der 1970er Jahre die einzige Wasserzapfstelle eines Brunnens, die sich im inneren Gutsgebäude befand und deren Abwasser durch den Kanal in der Gärtnerei einer zweiten Verwendung zukam. Durch die Störung des Wasserkanalbefundes durch die alte Abwasserleitung, konnte die Steinsetzung im Profil nur teilweise erfasst werden. Die darüber liegende Planierschicht datiert den Befund vor das Jahr 1858 als terminus ante quem. Ein letzter Befund (3) bestehend aus einer Katzenkopf-Feldsteinsetzung und Resten eines braun glasierten Steingutrohres von etwa 280 mm Durchmesser, der die Lage einer (Sickergrube) anzeigt, die mit dem Bau der Abwassersammelgrube (der 1950er Jahre) am westlichen Ende des Anbaus aufgegeben wurde. Im Hausanschlussbereich der Abwassergrube zeigte sich des Weiteren ein mit gespaltenen Feldsteinen und Lehmfugenwerk ausgeführter Fäkalkanal einer ehemaligen Trockentoilette. An der Stelle der heutigen Sammelgrube ist so ein ehemaliger Misthaufen erschließbar. Im Eckbereich des Fundamentes des Toilettenbaus an den Gutshausanbau konnte ein zerdrücktes, aber wohl komplettes Vorratsgefäß des späten 19. Jhs. im gestörten Randbereich freigelegt werden, welches aber nicht geborgen wurde, da hier der Befund in seinem Bestand als Bodendenkmal nicht gefährdet war und so für künftige Baufundamentuntersuchungen erhalten bleibt. Möglicherweise könnte es sich hier auch um ein rituelles Bauopfer handeln (siehe oben, Befund 1).

### Funde
Die Funde sind hauptsächlich Keramikscherben der hart gebrannten Irdenware (glasiert, unglasiert und engobiert), des Faststeinzeug, des Steinzeugs und Steinguts sowie einige wenige Porzellanscherben. Daneben wurden auch einige Knochen- und Hornstücke gefunden. Des Weiteren befinden sich unter dem Fundgut zahlreiche Glasscherben (meist von einfachen Bauglas und dünnwandigen Gefäßen) sowie Eisengegenstände, wie geschmiedete Nägel und Haken. Die Zeitspanne des Fundguts reicht vom Hochmittelalter (hart gebrannte graue Irdenware) bis in die jüngste Vergangenheit (Glas- und Porzellanscherben sowie klarsichtige Hartplastikteile). Außergewöhnliche Funde sind zwei spätpaläo- oder mesolithische Flintgeräte, in Form eines Stichels und einer Spitze. Beide Funde wurden zwischen dem Katzenkopfpflaster des Sickergrubenbefundes (2) entdeckt und sind verlagert worden. Sie könnten eine tieferliegende bzw. naheliegende Fundstelle andeuten oder aber durchaus von einem Mahlhaufen aus der Feldmark stammen. Solche Mahlhaufen wurden und werden weiterhin im ländlichen Bereich gerne für Pflaster- und Mauerwerk als Rohstoffquelle genutzt. Dabei werden teilweise auch recht kleine Feuersteine und Gerölle verlagert. Aus der Gemarkung des devastierten Nachbarorts Gliechow und dem Ostbereich des angrenzenden Kreis Luckaus sind steinzeitliche Fundorte bekannt, die möglicherweise die Primärfundplätze der in Mallenchen gefundenen Silices darstellen. In diesem Kontext sind auch die Funde von kleinen Eisenerzschlackestücke zu sehen, die in sekundärer Lage im oberen Bereich der neuzeitlichen Planierschicht gefunden wurden. Im Nachbarort, in Groß Jehser, sind für den Bau des Kirchturmes aus dem 14. Jahrhundert als Ecksteine große Raseneisenerzblöcke und kleinere Schlackestücke verwendet worden, die als Indizien eines in der Nähe gelegenen Eisenverhüttungsplatz der Römischen Kaiserzeit anzusehen sind. In Mallenechen wurden diese Zeitzeugen der germanischen Eisenproduktion, die bis heute immer wieder beim Ackerbau hoch gepflügt werden, als Pflastermaterial um das Gutshaus verwendet. Ältere Bewohner des Dorfes erinnern sich noch lebhaft an den gepflasterten Gutsbereich, der auch bei Regen und Schnee ein sicheres Überqueren trockenen Fußes ermöglichte, was im Ort bis in die 1980er Jahre nur an wenigen befestigten Stellen des Dorfes möglich war. Das Pflaster wurde jedoch bereits ab den 1960er Jahren durch die größeren Landmaschinen des Volkseigenen Gutes stark zerstört und ist heute nur noch fragmentarisch im Hausanschlussbereich vorhanden.
Zu den ungewöhnlichen Funden zählen zwei facettierte Rand- bzw. Wandungsscherben der weißen hart gebrannten Irdenware. Diese ist in die späte Römische Kaiserzeit zu stellen und nur sporadisch aus der Germania Inferior und Libera bekannt. Relativ häufig zu finden sind sie in Süd-Westpolen, im Bereich der Przeworsk-Kultur, wobei sie aber auch dort als Import aus dem Römischen Reich anzusehen sind. Die Scherben wurden ebenfalls in der neuzeitlichen Planierschicht im Südwesten des Abwassergrabens freigelegt. Möglicherweise besteht ein Zusammenhang mit dem zirka 2000 m nordöstlich gelegenen, spätgermanischen Gräberfeld von Groß Jehser. In diesem sind Einflüsse der ebenfalls östlich orientierten Wielbark-Kultur auszumachen. Darüber hinaus liegt das Gräberfeld auch in einer ähnlichen topographischen Lage, im Randbereich eines kleinen Baches, der Schrake, wie die Fundstelle von Mallenchen, so dass aufgrund der ähnlichen geomorphologischen Situation auch ein ähnlicher Fundkontext wahrscheinlich erscheint.
Aus derselben neuzeitlichen Planierschicht, jedoch etwas weiter westlich, kam eine spätslawische Gurtfurchenscherbe zum Vorschein. In diesem Zusammenhang sind von besonderem Interesse die Funde von Gefäßscherben der klecksartig, rot bemalten Hellen Irdenware (der „Pingsdorf ähnlichen Keramik“), die durch dendrochronologisch datierte Vergleichsfunde aus Luckau der Zeit um 1200 zuzuordnen sind und von einer der hochmittelalterlichen Burganlage vorausgehenden Siedlung stammen könnten. Die Lage dieser spätslawischen bis frühdeutschen Siedlung fügt sich in das bekannte Besiedlungsmuster am Bachlauf der Schrake ein und könnte durchaus in Verbindung mit dem 1400 m nördlich gelegenen, mittel-spätslawischen Burgwall von Groß Jehser stehen. Auf dem Acker, zirka 100 m nördlich des Gutshauses, sind zahlreiche hoch-spätmittelalterliche Scherben der Harten Grauware bekannt und zahlreich zu finden. Hier liegt scheinbar ein wüst gefallener Dorfbereich der Vorburgsiedlung von Mallenchen.
Ebenfalls nördlich des Anbaues, jedoch aus der obersten Vegetationsschicht, die zur Eindämmung der aufsteigenden Feuchtigkeit entfernt wurde, konnte eine verdickte Randscherbe und eine innen geglättete, grob gemagerte Wandungsscherbe sowie drei Brandlehmstücke ausgesiebt werden. Sie sind nicht mittelalterlich, sondern früheisenzeitlich, der Billendorfer Gruppe der Lausitzer Kultur zugehörig. Entsprechende Funde sind zirka 95 m östlich des Gutshauses, an der südlichen Straße „Am Schloß“, während einer archäologischen Kabelgraben-Begleitung im Sommer 2005, in Form einer jungbronzezeitlichen Bestattung entdeckt worden. Die Gesamtausdehnung dieses Gräberfelds der Lausitzer Kultur ist noch weiter in Richtung des „Schloßes“ (Schloßstraße Ecke Grabenweg) im Bereich der ehemaligen VEG-Lagerhalle belegt, da bei deren Abriss 1999 bereits bronze- früheisenzeitliche Scherben geborgen werden konnten. Noch weiter, zirka 700 m südöstlich des Dorfes, direkt an der Ostseite der Autobahn 13 ist eine Siedlungsstelle der Lauster Kultur im Zuge der Fahrbahnverbreiterung im Jahr 1995 bekannt geworden, die mit den Gräbern in Verbindung stehen könnte.
Unter den neuzeitlichen Funden sind besonders die Scherben eines stark fragmentierten, hellbraun glasierten Steinzeug-Vorratsgefäßes mit dunkelblauer Aufschrift „Pathow (Mallen)chen“ zu erwähnen, der in der Planierschicht von 1858 gefunden wurde und nicht viel älter ist. Es handelt sich dabei um ein größeres Vorratsgefäß, das den Namen der Gutsfamilie von Patow als Eigentumsmarke trug. So zeigte sich bereits jetzt nach ersten Untersuchungen das hohe Potential für künftige, vielschichtige archäologische und baudenkmalpflegerische Forschungen im ländlichen Herrensitz von Mallenchen.